# Šćitarjevo
Šćitarjevo je mjesto je u Zagrebačkoj županiji na području grada Velika Gorica, 20-ak kilometara od Zagreba. Nastalo je u blizini starorimske Andautonije.

## Stanovništvo
| broj stanovnika | 177   | 149   | 183   | 201   | 258   | 267   | 267   | 294   | 310   | 307   | 288   | 302   | 307   | 307   | 442   | 442   | 573   |
|                 | 1857. | 1869. | 1880. | 1890. | 1900. | 1910. | 1921. | 1931. | 1948. | 1953. | 1961. | 1971. | 1981. | 1991. | 2001. | 2011. | 2021. |

## Znamenitosti
Kako bi se život iz doba osnivanja Andautonije (1. st. pr. Kr.) približio sadašnjosti, održavaju se Dani Andautonije, manifestacija slavljenja Andautonije, prilikom koje se održavaju degustacije vina i predstave. Stvari pronađene u iskopavanjima Andautonije čuvaju se u arheološkim muzejima u Zagrebu, Sisku, Turopolju te Velikoj Gorici.
- Poklonac Tužnog Krista, zaštićeno kulturno dobro
- Crkva sv. Martina biskupa, zaštićeno kulturno dobro

## Vanjske poveznice
- Andautonija  Arhivirana inačica izvorne stranice od 1. siječnja 2012. (Wayback Machine)
- Zagrebačka županija: Gradovi i gravitirajuće općine  Arhivirana inačica izvorne stranice od 27. kolovoza 2007. (Wayback Machine)